# Tony Tornado
Antônio Viana Gomes, más conocido como Tony Tornado (Presidente Prudente, 26 de mayo de 1930), es un actor y cantante brasileño.

## Biografía
Hijo de padre guianense y madre brasileña, a los 11 años de edad Tony huyó de casa y llegó a Río de Janeiro, donde vivió en la calle y se ganó la vida vendiendo maní y limpiando zapatos.
A los 18 años trabajó en la Escuela de Paracaidismo de Deodoro junto con el empresario Silvio Santos. 
En 1957, fue enviado como militar al Canal del Suez.

## Carrera
Tony inició su carrera artística los años 60 con el nombre artístico de Tony Checker, doblando y bailando en el programa "Hoy es Día de Rock", de Jair de Taumaturgo. En esa época, Tony imitaba los cantantes Chubby Checker y Little Richard.
A finales de los años 60, viajó a Estados Unidos, donde vivió por cinco años en Nueva York.
En Nueva York, Tony actuó como traficante de drogas y proxeneta. Para engañar al departamento de inmigración, fingía ser operario de una lavandería. En esa época, Tony conoció a otro brasileño que también vivía en Nueva York, el también cantante Tim Maia.
De vuelta a Brasil en 1969, trabajó en el conjunto de Ed Lincoln y, bajo el pseudônimo de Johnny Bradfort, cantaba en una discoteca cuyo dueño lo obligaba a hacerse pasar por extranjero. El cantante Emílio Santiago sustituyó a Tony en el conjunto musical cuando este salió para disputar el V Festival Internacional de la Canción, en Río de Janeiro.
En 1970, adoptó el nombre con el cual pasó a ser conocido "Tony Tornado". Influenciado por James Brown, Tony fue uno de los artistas que introdujo la soul music y el funk en la música brasileña.

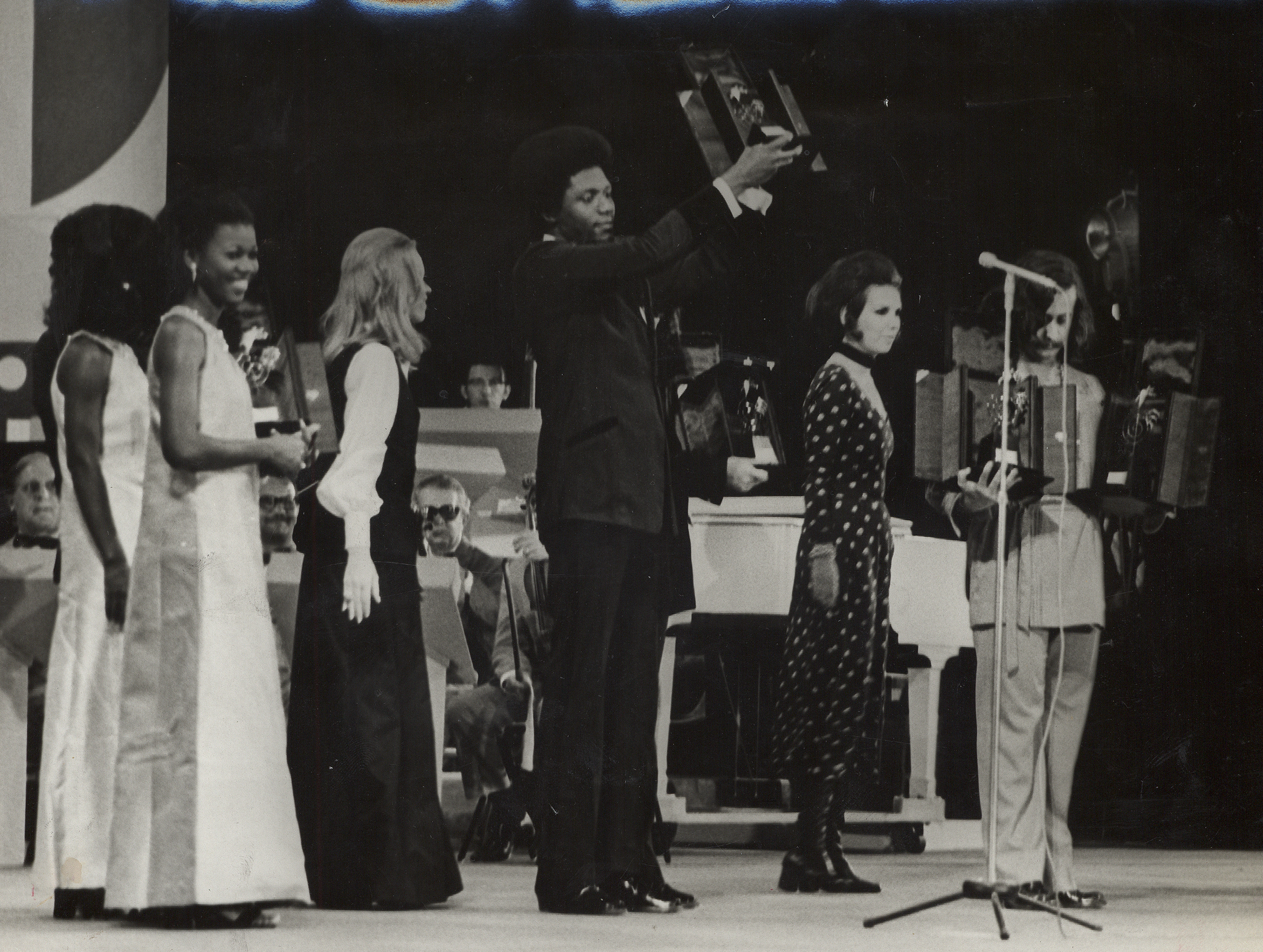
Tony Hecho y Trio Ternura, en el Festival Internacional de la Canción, 1970. Archivo Nacional.

Ese mismo año, al lado del Trio Ternura cantó la canción BR-3, que consiguió el primer lugar en el festival. Ésta se estrenó en la televisión en 1972 con la novela Jerônimo, de la TV Tupi. 
Participó frecuentemente en varias novelas y miniseries. El mayor papel de su carrera en la TV fue Gregório Fortunato, el "Ángel Negro", jefe de la seguridad personal del presidente y estadista Getúlio Vargas, en la miniserie Agosto, de 1993, basada en la obra de Rubem Fonseca. Otro papel marcante de su carrera fue el capataz Rodésio, que trabajaba para la viuda Porcina (Regina Duarte), en Roque Santeiro - tan marcante que, en uno de los finales grabados, era Rodésio quien terminaba al lado de Porcina, que sin embargo fue vetado por la televisora Globo por miedo de la reacción del público. 
Fue casado con la actriz Arlete Salles en la década de 1970.
Tony volvió a presentarse en los escenarios de todo país cantando sus mayores éxitos, acompañado de la banda Funkessência y de su hijo, el cantante y también actor Lincoln Hecho.
En 2016, participó de un clipe de la canción "Mandamentos Black" de Gerson King Combo en una campaña de marketing de la plataforma de streaming Netflix para divulgar la serie The Get Down sobre el surgimiento del hip hop en la década de 1970.

## Discografía

### Álbumes de estudio
- 1971: Toni Tornado
- 1972: Toni Tornado

### En el Conjunto de Ed Lincoln
- 1968: Ed Lincoln
- 1969: De Savoya Combo

### Como invitado
- 1996: J. Quest del Jota Quest

## Filmografía

Tony Hecho y Sílvio Santos.

### Televisión
| Año  | Título                                 | Personaje                                      |
| ---- | -------------------------------------- | ---------------------------------------------- |
| 2018 | Carcereiros                            | Valdir                                         |
| 2017 | La Fórmula                             | Lisboa                                         |
| 2015 | Zorra                                  | Varios Personajes (2015–2017)                  |
| 2012 | Zorra Total                            | Varios Personajes (2012–2015)                  |
| 2012 | Amor Eterno Amor                       | Antônio                                        |
| 2011 | Cordel Encantado                       | Damião de los Ángeles                          |
| 2010 | Escrito en las Estrellas               | Xavier Huracán (participación especial)        |
| 2009 | Cama de Gato                           | Péricles                                       |
| 2007 | Zorra Total                            | Tonho / Mordomo Chuchanel (2007–2009)          |
| 2006 | La Turma del Didi                      | Tony                                           |
| 2006 | La Diarista                            | Vovó Figueira (Episodio: "Aquel de la Copa")   |
| 2005 | Belíssima                              | Isaltino de Sousa (participación especial)     |
| 2005 | Bajo Nueva Dirección                   | Tonho                                          |
| 2004 | Comenzar de Nuevo                      | Xavier Boaventura                              |
| 2003 | Kubanacan                              | Tito Pachu                                     |
| 2002 | El Beso del Vampiro                    | Pedrão / Godzilla                              |
| 2001 | Rueda de la Vida                       | Malaquias                                      |
| 1999 | Sale de Bajo                           | Doctor (Episodio: "El primer Hombre")          |
| 1999 | Andando en las Nubes                   | Sebastião Alemán (Tião)                        |
| 1997 | Sale de Bajo                           | Príncipe Mobuto Kanu (Episodio: "Papa África") |
| 1996 | Caza Talentos                          | Avalancha (1996–1998)                          |
| 1995 | Cara &amp; Corona                      | Anselmo Santos                                 |
| 1995 | Engraçadinha: Sus Amores y Sus Pecados | Jurista                                        |
| 1994 | Cuatro por Cuatro                      | Henrique (Henricão)                            |
| 1994 | Patria Mía                             | Custódio                                       |
| 1994 | El Viaje                               | Chefão                                         |
| 1993 | Ojo en el Ojo                          | Gilberto                                       |
| 1993 | Agosto                                 | Gregório Fortunato                             |
| 1993 | Sex Appeal                             | Montaña                                        |
| 1992 | Usted Decide                           | Episodio: "Amor y Prejuicio"                   |
| 1991 | Vamp                                   | Padre Gil (Gilberto)                           |
| 1990 | Gente Fina                             | Dagmar                                         |
| 1988 | Chapadão del Bugre                     | Sargento Hermegenildo                          |
| 1986 | Sinhá Moça                             | Justo Hijo (Capitán del Mato)                  |
| 1985 | Tienda de los Milagros                 | Zé del alma Grande                             |
| 1985 | Roque Santeiro                         | Rodésio                                        |
| 1982 | Balancea Más No Cae                    | Charles, el Mordomo del Primo Rico (1982–1983) |
| 1980 | Los Trapalhões                         | Varios Personajes (1980–1985)                  |
| 1976 | Tchan, la Grande Sacada                | Buddy Grafitti                                 |
| 1972 | Jerônimo, el Héroe del Sertão          | João Corisco                                   |

### Cine
| Año  | Título                                              | Personaje        |
| ---- | --------------------------------------------------- | ---------------- |
| 2020 | Juntos y Bobinados                                  | Olavo            |
| 2019 | El Amor Da Trabajo                                  | Delegado         |
| 2018 | Los Farofeiros                                      | Alberto          |
| 2013 | Odio el Día de los Novios                           | Jandir           |
| 2005 | Un Lobisomem en la Amazônia                         | Delegado Barreto |
| 2004 | Redentor                                            | Tonelada         |
| 2004 | Un Show de Verano                                   | León-de-chácara  |
| 2003 | Casseta &amp; Planeta: La Copa del Mundo es Nuestra | Seguridad        |
| 1991 | Va A Trabajar, Vagabundo II                         | Manelão          |
| 1991 | El gran Arte                                        | Guardaespaldas   |
| 1990 | El Gato de Botas Extraterrestre                     | Soldado Real     |
| 1988 | Navidad de la Portela                               |                  |
| 1985 | El Rey del Río                                      | Kidoka           |
| 1984 | Quilombo                                            | Ganga Zumba      |
| 1984 | Los Trapalhões y el Mágico de Oróz                  | Carcará Líder    |
| 1983 | Las Taras de las Siete Aventureiras                 | Balón Blanco     |
| 1981 | La Casa de Irene                                    |                  |
| 1980 | Pixote                                              | Cristal          |
| 1979 | Tráfico de Hembras                                  | Tony             |
| 1979 | Una Cama para Siete Prometidas                      |                  |
| 1977 | Oro Sangriento                                      | Antoine Leblanc  |
| 1977 | La Playa del Pecado                                 | Netinho          |
| 1977 | Las Amantes de un Canalha                           | Moisés           |
| 1976 | Suelo Bruto                                         | De las Moças     |
| 1976 | Pesadilla Sexual de Virgem                          | Exorcista negro  |
| 1975 | Los Pilantras de la Noche                           | Napoleão         |
| 1975 | Club de las Infiéis                                 | Januário         |
| 1973 | Virgem                                              | Durva            |
| 1971 | Tô en tu, ô Bicho                                   |                  |